# Rotaia Phoenix

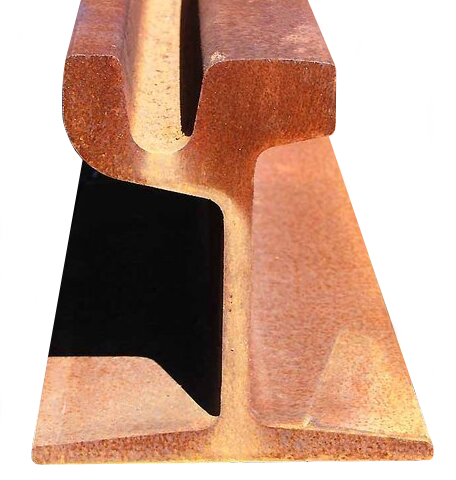
Profilo di una rotaia Phoenix a sagoma tranviaria

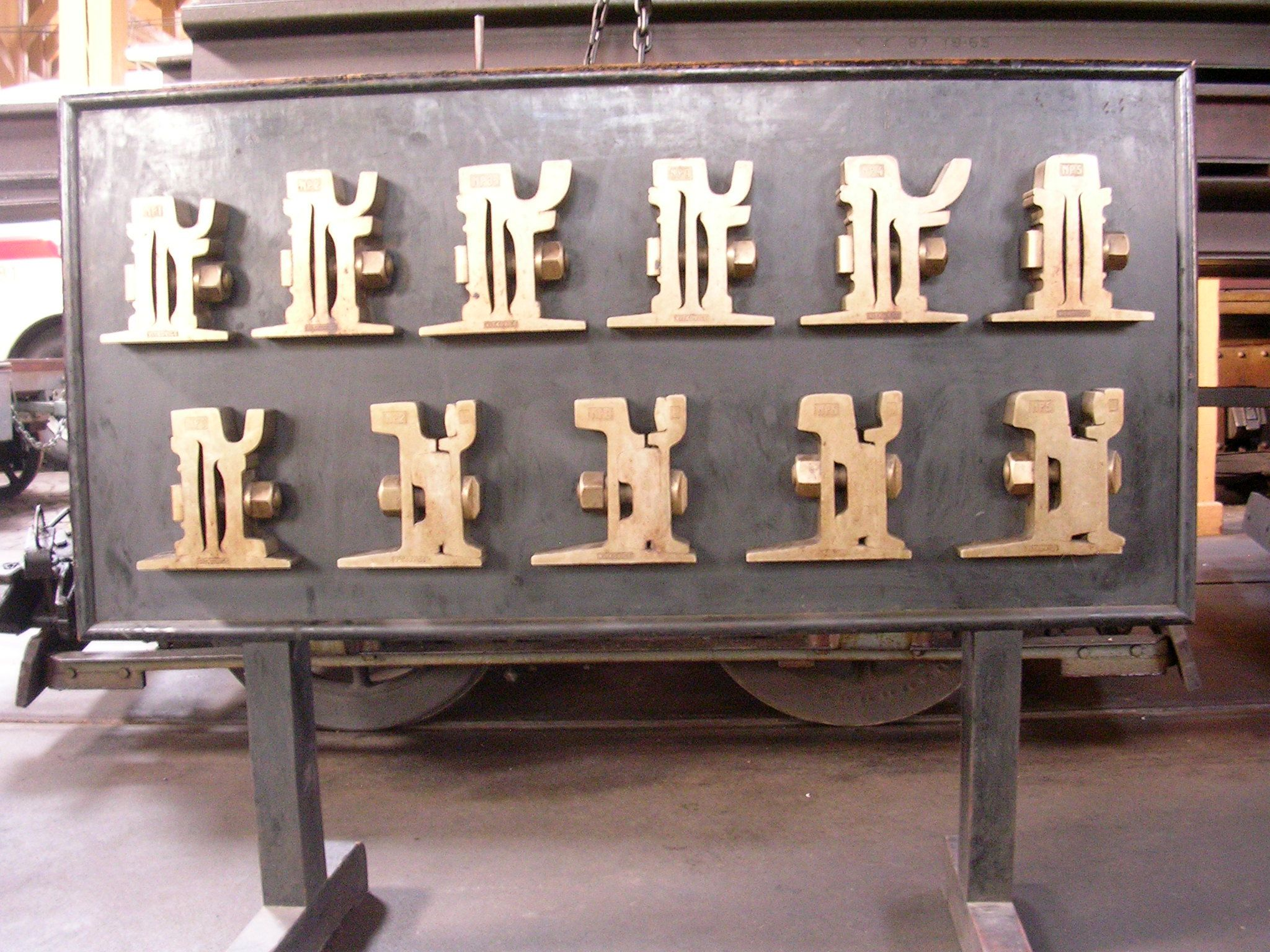
Sezioni di rotaie a profilo tipo Phoenix e similari esposte nel Museo MHD di Praga

La rotaia Phoenix è un particolare tipo di rotaia in uso soprattutto nella costruzione di linee tranviarie a percorso promiscuo su strada urbana o extraurbana. In alcuni casi è stata usata anche per tratte ferroviarie urbane (secondarie) e nei raccordi ferroviari di banchine portuali. 
La caratteristica principale è che, a differenza dalle normali rotaie Vignoles, la parte superiore presenta una gola incavata sul lato interno della parte superiore nella quale scorrono le ruote dei tram. Tale rotaia viene usata per le tranvie nei tratti in sede promiscua allo scopo di evitare l'uso di controrotaie che renderebbero difficoltosa la circolazione degli autoveicoli rovinando inoltre l'asfalto. In passato è stata usata anche su linee ferroviarie a scartamento ridotto. Ad una semplice osservazione del profilo si nota la differente sagomatura del fungo della rotaia rispetto a quella classica delle rotaie ferroviarie Vignoles; ciò comporta anche una diversa profilatura del bordino delle ruote tranviarie. Ne consegue che l'uso delle Phoenix in ambito ferroviario o in alcuni casi di circolazione ibrida imponeva l'adozione di un diverso profilo della rotaia stessa; nel caso della tranvia a vapore Roma-Tivoli, il tratto urbano Termini-San Lorenzo previde l'uso di rotaie Phoenix da 47 kg/m a sagoma ferroviaria per permettervi l'inoltro di carri merci ferroviari. 
Il problema della sagoma si è posto nuovamente in seguito all'entrata in esercizio, in alcuni paesi europei, dei tram-treno, propendendo in alcuni casi per l'adozione di un profilo di rotaia con gola larga 60 mm contro quella più diffusa (sulle tranvie) larga 36 mm e ciò per permettere l'uso promiscuo del tracciato urbano
Un esempio di linea che usava, per il suo tratto urbano, anche le rotaie Phoenix è la ferrovia a scartamento ridotto Roma-Fiuggi-Frosinone.
La norma UNI relativa alle rotaie Phoenix è la UNI 3142.